# Zelfbeheer
Zelfbeheer is het streven naar een onderneming waarbij de productiemiddelen in handen zijn van de arbeiders, ofwel de hoedanigheid van een groep arbeiders die als eigenaars van een onderneming gezamenlijk en op democratische wijze de verantwoordelijkheid dragen.
Het bestuur van de onderneming wordt op democratische wijze door de arbeiders gekozen. Het bestuur zal eens in een bepaalde tijd af moeten treden en gaat vervolgens gewoon door met de oorspronkelijke taken.
Het concept zelfbeheer is geïntroduceerd door de anarchistische filosoof Proudhon. Hij propagandeerde dit vooral in combinatie met het mutualisme. Daarna werkte Bakoenin het verder uit. Bakoenin verving het mutualistische idee met het collectief-anarchisme. Het ideaal van een autoriteitsloze samenleving wordt voornamelijk erkend in socialistische stromingen.

## Zelfbeheer in de praktijk
Proudhon was de eerste die zelfbeheer in de praktijk bracht. Zo bezat hij een drukkerij die in zelfbeheer functioneerde. Hij beschreef dit nauwkeurig in boeken en geschriften. Als gevolg werden er allerlei in zelfbeheer functionerende bedrijven opgericht. Proudhon was er aanvankelijk positief over, maar toen hij de bedrijven bezocht was hij enigszins teleurgesteld. Deze bedrijven waren gewoon kapitalistisch, meende hij. Als gevolg daarvan ontwikkelde hij zijn mutualisme, als ruilstelsel tussen deze bedrijven. Dit werd echter nooit ingevoerd.